# Louis-Denis Chalain
Louis Denis Chalain (Le Plessis-Dorin, 10 gennaio 1845 – dopo il 1885) è stato un operaio francese.
Fece parte del Consiglio della Comune di Parigi.

## Biografia
Operaio, aderì alla Prima Internazionale agli inizi del 1870 e per questo motivo fu processato e condannato a due mesi di prigione. Fu liberato con la proclamazione della Repubblica.
Il 26 marzo 1871 fu eletto al Consiglio della Comune dal XVII arrondissement, fece parte della Commissione sicurezza e, brevemente, della Commissione lavoro e scambio, e partecipò attivamente alla vita dei club rivoluzionari.
Alla caduta della Comune fuggì a Londra, poi si trasferì in Austria e in Svizzera, mentre la corte marziale di Versailles lo condannava a morte in contumacia. Rientrò in Francia con l'amnistia del 1880 ma s'ignora la data e il luogo della sua morte.